# Садиков Айдос Жандосович
Садиков Айдос Жандосович (каз. Садықов Айдос Жандосұлы, Sadyqov Aidos Jandosūly; 6 грудня 1968, Карабутак Актюбінської області, Казахська РСР — 2 липня 2024, Київ, Україна) — казахстанський журналіст, опозиціонер. Керівник інтернет-медіа БАСЕ (каз. БӘСЕ).
Був опозиціонером до колишнього президента Казахстану Нурсултана Назарбаєва та чинного президента Касим-Жомарта Токаєва, якого звинувачував у проросійській позиції.

## Життєпис
Садиков народився в селі Карабутак Актюбинської області в Казахстані, неподалік кордону з Росією. Навчався в російськомовній школі, вдома спілкувався казахською. Закінчив історичний факультет Актюбинського педагогічного інституту, займався бізнесом, торгівлею, працював у нафтовидобувній галузі.
У Казахстані Садиков був відомим опозиціонером, він виступав проти колишнього президента Казахстану Нурсултана Назарбаєва. В Актюбинській області очолював місцеву філію Загальнонаціональної соціал-демократичної партії Азат, опозиційної до Назарбаєва. Співзасновник громадського руху «Гастат», створював незалежні профспілки на підприємствах нафтовидобувної компанії «СНПС-Актобемунайгаз». Був співголовою соціал-ліберальної партії «Жусан».
2005 року почав політичну кар'єру, очоливши актобський відділ опозиційної партії «Справжній Ак жол», яка намагалася пройти до парламенту. 2010 року Садиков вийшов з партії через те, що, за його ж словами, її лідери вважали його надто радикальним і некерованим.
2010 року брав участь у протестах за відставку Назарбаєва, звільнення політв'язнів і проти продажу землі, яка формально не була санкціонована владою Казахстану. Проти Садикова порушили низку кримінальних справ, його звинувачували в розповсюдженні фальшивих грошей, бійці, у спротиві поліції. Місяць Садиков перебував на примусовій психіатричній експертизі. 2010 року засуджений до двох років ув'язнення за звинуваченням у хуліганстві, у в'язниці його намагалися завербувати казахські спецслужби, від чого він відмовився.
На початку 2014 року казахська влада порушила справу проти його дружини-журналістки, з якою Садиков має двох дітей. У березні 2014 року переїхав з родиною з Казахстану до України, оселився в Києві, де продовжив опозиційну діяльність. Того ж року Садиков анонсував створення інтернаціонального батальйону в ЗСУ.
14 жовтня 2020 року Шевченківський суд Києва почав провадження за позовом ТОВ «ABS-Мунай» проти Айдоса та Наталі Садикових про захист діової репутації юридичної особи та спростування недостовірної інформації.
У січні 2022 року підтримав протести у Казахстані, тоді для їхнього придушення вводили війська ОДКБ. Після 24 лютого 2022-го канал «БАСЕ» активно писав про російське вторгнення до України й засуджував його. Канал першим розповів про створення в ЗСУ батальйону «Туран», який складається з добровольців з Центральної Азії та Кавказу.
Восени 2023 року Айдоса та Наталію Садикових оголосили в розшук у Казахстані за звинуваченням у розпалюванні ворожнечі.

## Вбивство
18 червня 2024 року в Києві на вулиці Віктора Ярмоли на Садикова скоєно напад. Нападник підійшов до авто, у якому їхали Садиков із дружиною, та вистрілив йому у скроню. Журналіста у важкому стані з пораненням голови доправили до лікарні.
Було почато досудове розслідування за фактом замаху на умисне вбивство (ч. 2 ст. 15, ч. 1 ст. 115 ККУ). Токаєв заявив, що казахстанські правоохоронці готові розслідувати замах, щоб «встановити істину». Дружина Садикова Наталія назвала президента Казахстану Касима-Жомарта Токаєва «основним вигодонабувачем» від смерті її чоловіка.
Протягом майже двох тижнів Садиков перебував у стані глибокої коми, лікарі давали мінімальні шанси на одужання. 2 липня Садиков помер у лікарні.

### Розслідування
21 червня українська поліція виявила, що замах здійснили двоє громадян Казахстану, які прибули до Києва 2 червня з Польщі. Алтаю Жаканбаєву (нар. 9.02.1988) та Мейраму Каратаєву — співробітнику департаменту поліції Костанайської області на півночі Казахстану (нар. 9.05.1991) заочно оголосили підозри і оголошено в міжнародний розшук, обоє виїхали з України в день замаху до Молдови. 6 червня Жаканбаєв купив авто Opel Vectra, а 8 червня підозрювані через Booking забронювали квартиру поблизу місця проживання Садикова.
22 червня Алитай Жаканбаєв здався владі Казахстану, його затримали й допитали. 27 червня Казахстан відмовив видавати Україні підозрюваних. 2 липня, після смерті Садикова, його вбивцям було змінено кваліфікацію злочину з замаху на вбивство на умисне вбивство на замовлення та за попередньою змовою групою осіб (п.п. 11, 12 ч. 2 ст. 115 ККУ).

## Родина
Наталія Садикова — дружина, троє дітей.